# Sheila Bair
Sheila Colleen Bair (Wichita, 3 aprile 1954) è una politica e avvocata statunitense, ex presidente della Federal Deposit Insurance Corporation.

## Biografia
Figlia di un chirurgo e di un'infermiera, Bair studiò all'Università del Kansas, conseguendo prima il bachelor in filosofia e poi la laurea in legge, nel 1978. Dal 1981 al 1988 fu consigliere e stretta collaboratrice dell'allora leader di maggioranza al Senato, il repubblicano Bob Dole.
Nel 1990 si candidò alla Camera dei rappresentanti, ma venne sconfitta nelle primarie repubblicane. L'anno dopo fu nominata come uno dei commissari nella Commodity Futures Trading Commission, rimanendovi per quattro anni, durante i quali fu anche presidente ad interim.
Dal 1995 al 2000 ricoprì il ruolo di vicepresidente anziano per le relazioni governative all'interno della New York Stock Exchange. Successivamente, dal 2001 al 2002 lavorò all'interno del Dipartimento del Tesoro come assistente del segretario per le istituzioni finanziarie. Dal 2002 al 2006 insegnò all'Università del Massachusetts a Amherst e in seguito il presidente George W. Bush le assegnò l'incarico di presidente della Federal Deposit Insurance Corporation per un mandato di cinque anni.
Bair rivestì un ruolo importante nella crisi economica del 2008: propose un piano in base al quale i mutuatari potessero rinegoziare i mutui affinché fosse evitato il pignoramento dei beni e delle case, anche per salvaguardare il mercato immobiliare. La proposta di Bair tuttavia non fu tenuta in considerazione dai vertici dello Stato e successivamente le sue previsioni si avverarono, dandole modo di criticare l'amministrazione Bush.
Sheila Bair è stata inclusa spesso nella lista delle 100 donne più potenti del mondo secondo Forbes: nel 2008 e nel 2009 era al secondo posto, mentre nel 2010 al quindicesimo.
Bair è sposata e ha due figli. È inoltre autrice di due libri per bambini: Rock, Brock and the Savings Shock (2006) e Isabel's Car Wash (2008).